# Monte Kristo
A Monte Kristo egy francia italo-diszkó együttes volt az 1980-as években.
Leginkább The Girl of Lucifer című bemutatkozó kislemezük miatt ismertek, amely nagy sláger volt Franciaországban, ahol a 8. helyig jutott a kislemez eladási listán.

## Diszkográfia

### Kislemezek
| 1985 | The Girl of Lucifer                  | 8  |
| 1986 | Lady Valentine                       | —  |
| 1986 | Into a Secret Land                   | —  |
| 1986 | Give Me Your Night (A Touch of Love) | —  |
| 1986 | "Sherry mi-saï                       | 43 |

### Albumok
- Lady Valentine (1989)[4]